# Quinto Bébio Mácer
Quinto Bébio Mácer (em latim: Quintus Baebius Macer) foi um senador romano nomeado cônsul sufecto para o nundínio de abril a junho de 103 com Públio Metílio Nepos. Além disto, foi prefeito urbano de Roma, patrono do poeta Marcial e amigo de Plínio, o Jovem, de quem recebeu, aparentemente a pedido, uma carta listando todas as obras de Plínio, o Velho.

## Carreira
A carreira de Mácer não é inteiramente conhecida. Segundo Ronald Syme, ele foi eleito pretor entre 90 e 94. Através das poesias de Marcial, mais dois outros postos são conhecidos: o de superintendente da Via Ápia por volta de 95 e depois governador da Hispânia Bética, provavelmente entre 100 e 101.
Depois de se retorno da Bética, Mácer esteve ativo no Senado e Plínio menciona-o em duas ocasiões: na primeira, antes de seu consulado, Mácer propôs uma punição no caso de Júlio Basso, processado por malversação de recursos na Bitínia e Ponto durante seu mandato como governador; a segunda foi no caso do dinheiro devido por Marco Egnácio Marcelino a um escriba imperial por seu serviço como questor numa província não nomeada, mas que morreu antes do dinheiro ter sido pago. Mácer propôs que o dinheiro fosse pago para os herdeiros do escriba, mas outros senadores propuseram que o dinheiro deveria ir para tesouro imperial.
Depois de seu consulado, em 103, Mácer foi nomeado prefeito urbano de Roma em uma data não determinada, mas antes da morte de Trajano (117). Logo depois da ascensão de Adriano, segundo a "História Augusta", seu antigo guardião, Públio Acílio Aciano, escreveu ao imperador aconselhando que Mácer fosse eliminado por que ele, juntamente com outros que estavam no exílio, eram contrários à sua ascensão. Apesar disto, Adriano nada fez. Nada mais se sabe sobre ele depois disto.